# Yotsukaidō

Yotsukaidō (四街道市 Yotsukaidō-shi?), este un municipiu din Japonia, prefectura Chiba.